# 黃兆銘
黃兆銘（英語：Nick Wong，1986年9月6日—），粵語流行音樂製作人。為樂隊PickPak掣及大頭佛之鍵琴手。第一首發表作品為薛凱琪《噗噗跳》。黃兆銘早年曾就讀中華基督教會蒙黃花沃紀念小學和聖巴西流小學（1999年畢業）。後升讀港島民生書院，為該校第一屆入讀的學生。他之後入讀美國洛杉磯Musicians Institute，並於2009年畢業。
2023年，他先後在Chill Club 推介榜年度推介及叱咤樂壇流行榜頒獎典禮，獲「Chill Club 年度編曲人」和「叱咤樂壇編曲人大獎」。

## 參與作品

### 2009年
- 薛凱琪 - 噗噗跳（曲）
- 蔡梓銘 - 星光（編）
- 羅力威 - 現實不重要（編）

### 2010年
- 麥浚龍 - 彳亍（編）
- 鍾舒漫 - 童話國（編）
- 鍾舒漫 - 一天的愛有幾多（編）
- 陳柏宇 - 沒有吻的資格（編）
- 林二汶 - Honey Honey（編）
- 古巨基 - 北半球選美離奇火警事故（編）
- 泳　兒 - Close To My Heart（編）
- 關心妍 - 拾年（編）
- 鄧芷茵 - 心息（編）

### 2011年
- Ashia - I'll Love You Forever（曲、編）
- Ashia - 疼疼自己（編）
- 鍾舒漫 - It's A Beautiful Day（編）
- 曹蕙蘭 - 咖啡杯（曲、編、監）
- 李治廷 - 奇蹟等不到（編）
- 吳雨霏 - 初會（編）
- 陳奕迅 - 孤獨患者（弦）
- 周子揚 - 木頭車（曲）
- 鍾舒漫 - 大人小事（編）
- 許廷鏗 - 留白（編）
- 容祖兒 - 牆紙（弦）
- 官恩娜 - 相對時空（弦）
- 鄭欣宜 - 忘記的理由（編）
- 張繼聰 - 宇宙搖籃曲（編）

### 2012年
- 楊千嬅 - 孔雀（編）
- 林奕匡 - J'adore（編）
- 鍾舒漫 - 大女生小往事（編）
- 李幸倪 - 1st Date（編）
- 劉美君 - 午夜麗人（編）
- 容祖兒 - 活該（編）
- 洪　 - 時來運到（曲、編、監）
- 洪　 - 零比一（曲、編、監）
- 洪　 - 希臘風（曲、編、監）
- 周柏豪 - 無力挽回（編）
- AOA - 回家（編）
- 周柏豪 - 斬立決（弦、琴）
- 農夫 - 你的志願（弦）
- 連詩雅 - 到此為止（編）
- 林奕匡 - 單位（編）
- 劉美君 - 小城大事（編）
- 劉美君 - 左右手（編）
- 容祖兒 - 受害者（編）
- 洪　 - 希臘風（曲、編、監）
- 洪　 - 名店坊（曲、編、監）
- 周柏豪 - Imperfect（編）
- 馮允謙 - All I need is time（曲、編）
- 胡鴻鈞 - 幸福（弦）
- 周國賢 - 離魂記（弦、琴）
- Hotcha - 小桃園（低）
- 洪卓立 - 勿忘草（琴）

### 2013年
- 羅力威 - 媽媽（編）
- 官恩娜 - 愛人不疑（編）
- 吳若希 - 失寵（編）
- 湯駿業 - 最好的事（編、監）
- 張惠雅 - 心跳500天（編）
- 張惠雅 -  愛過這一課（編）
- 羅力威 - 向東流（編、監）
- 蔡卓妍 - 錯過（琴、弦）
- 洪卓立 - 無聲佔有（琴、弦）
- 洪卓立 - 留下的房客（琴）
- 方大同 - 麥恩莉（弦）
- 張紋嘉 - 假裝愉快（琴、弦）
- 官恩娜 - 謝謝你離開（弦）
- 符家浚 - 自動棄權（琴）
- 許靖韻 - 仍未心死（琴、弦）
- 鐘舒漫 - 直到最後（編）
- 周柏豪 - 我的宣言（編）
- 洪　、朱紫嬈 - 你恨我（編）
- Gin Lee - 下一位（編）
- 羅力威 - 現實不重要（改編）
- 羅力威 - 看不見的距離（監、琴、弦）
- 陳柏宇 - 讓子彈飛（弦）
- 洪卓立 - 悲情主角（琴）
- 方大同 - 關於愛的定義（弦）
- 方大同 - 愛立刻（弦）
- 馮允謙 - 世界劇團（琴）
- 鐘舒漫 - 衝流（琴）
- J.Arie - 拚命虛耗（琴）

### 2014年
- Robynn & Kendy - Not Just Another Girl（編）
- Robynn & Kendy - 蝶亂飛（編）
- V.N.P - 看不見不是黑（編，監）
- 王菀之 - 好時辰（編）
- 周柏豪 - 傳聞（編）
- 周柏豪 - 小孩
- 周柏豪 - 著地
- 周柏豪 - 現在已夜深（編）
- 周柏豪 - 還記得（編）
- 周柏豪 - 小白（琴）
- 周柏豪、連詩雅 - 日落日出（編）
- 周慧敏 - 石頭雨（編）
- 官恩娜 - 幸福車站（編）
- 林奕匡 - 高山低谷（編）
- 林奕匡 - 大好人（編）
- 林奕匡 - 頌讚詩（編、弦）
- 享樂團 - 年輕的心跳（編）
- 洪卓立 - 雙魚座的眼淚（編）
- 張紋嘉 - 形影不離
- 彭家麗 - 從今喜歡孤單一個（編）
- 彭家麗 - 珍惜（編）
- 彭家麗 - 算（編）
- 側田 - Three Two One（編）
- 湯駿業 - 失眠愉快（曲、編、監）
- 湯駿業 - 給十年後的我（編、監）
- 湯駿業 - 靈魂鎖（弦）
- 湯駿業 - 築地哈林 ...現在進行曲（編、監）
- 馮允謙 - 紙筆墨（編）
- 馮允謙 - 天涯無歌（編）
- 黃浩琳 - 小窩居（編）
- 黃浩琳 - Thanks!（編）
- 黃浩琳 - 凡星（編）
- 黃浩琳 - 幾米高（編）
- 黃浩琳 - 相信我（編）
- 楊千嬅 - 色惑（編）
- 顏培珊 - Little Song（編）
- 顏培珊 - Cold Cold Night 夜涼涼（編）
- 顏培珊 - 太陽（編）
- 顏培珊 - 小瓜（編）
- 顏培珊 - Overwhelmed 然後（編）
- 顏培珊 - First Time（編）
- 糖妹、若琪、享樂團 - 年輕的心跳（編）
- 關心妍 - 逆來順受（編）
- 鍾舒漫、鍾舒祺- SS14（編）

### 2015年
- JW - 矛盾一生（編）
- Supper Moment - 幸福之歌（弦）
- Yan Ting - 半祝福（琴、弦）
- 周柏豪 - 百年不合（編）
- 周柏豪 - 上次講到（琴、弦）
- 周柏豪 - 犯同樣的錯（琴）
- 周柏豪 - 磨牙（編）
- 袁紫僑 - 幾百萬分之一（監）
- 側　田 - 歌成就今天這個我（編）
- 陳柏宇 - 別來無恙（編）
- 陳柏宇 Feat. 顏培珊 - 走到尾（曲、編）
- 麥浚龍 - 單魚座（編）
- 湯駿業 - 只談喜愛不談戀愛（曲、編、監）
- 湯駿業 - 失落於時空堡壘（曲、編、監）
- 鍾舒漫 - 自信踭（編）
- 鍾舒漫、鍾舒祺 - SS14（終極喪版）（編）
- 關心妍 - 人生銀行（編、琴、弦）

### 2016年
- JW - 多少年（編）
- JW - 自由飛翔（編）
- JW - 小故事（編）
- Supper Moment - 同一（編）
- 洪　 - 囚鳥（編、監）
- 洪　 - 如果你也聽說（編、監）
- 洪　 - 突然想起你（編、監）
- 洪　 - 勇氣（編、監）
- 連詩雅 - 一走了之（編）
- 曾雨晴 - 飛去吧（編、監）
- 吳業坤 - 演員（編）
- 湯駿業 - 森山大道（編）
- 鄭秀文 - 捨不得你 Unforgettable Version（編）
- 鍾舒漫 - 這首歌的名字是秘密（編）
- 鍾舒漫 - 苦茶（編）
- 鍾舒漫 - 破鏡重圓（編）
- 鍾舒漫 - 紮孖辮（編）
- 鍾舒漫 - 放開鏡頭（編）
- 羅力威 - 流淚的歌（編）

### 2017年
- JW - 安全感（編）
- JW - 你帶著我的青春離去（編）
- JW、吳業坤 - 原來只因深愛著（編）
- Robynn & Kendy - 世界對我們（編）
- Supper Moment - 大丈夫（編）
- 古巨基 - 當愛已成往事（編）
- 石詠莉 - 以前（編）
- 何雁詩 - 很想愛下去（編）
- 余春嬌 - 余春嬌（編）
- 吳浩康 - 較早前錄影（編）
- 岑日珈 - 從一而終（編）
- 周柏豪 - 天網（編）
- 林奕匡 - 難得一遇（編）
- 林奕匡 - 草原（編）
- 林　琳 - 一百個藉口（編）
- 林　琳 - 美人志（編）
- 泳　兒 - 習慣愛你（編）
- 泳　兒、小　賤 - 不要走太遠（編）
- 雨　僑 - 花季（編）
- 胡鴻鈞 - 情人自擾（編）
- 許廷鏗 - 感覺良好（編）
- 連詩雅 - 不會有事的（編）
- 黃淑蔓 - 那一年零一個月（編）
- 黃劍文 - 缺氧（編）
- 葉巧琳 - 神把眼淚都留給了人（編）
- 衛　蘭 - 我還是我（編）
- 鄭　融 - I'll Be With You（編）

### 2018年
- SKY - 人生同盟（編）
- 吳嘉熙 - 你的你（編）
- 周柏豪 - 男人背後（編）
- 周柏豪 - 老少平安（編）
- 周柏豪 - 乒乓（編）
- 周柏豪 - 烏托邦（編）
- 周柏豪 - 米飯香（編）
- 周柏豪、楊千嬅 - 背後女人（編）
- 林二汶 - 愛情是一種法國甜品（編）
- 林奕匡 - 一世同學（編）
- 林奕匡 - 花灑下的歌（編）
- 雨　僑 Feat. 羅力威 - 晴空塔（編）
- 胡鴻鈞 - 偉業街（編）
- 梁釗峰 - 若然冬天沒有花（編）
- 許廷鏗 - 停半分鐘聽一闋歌（曲、編）
- 許廷鏗 - 又笨拙又自大的人，即刻消失（編）
- 許志安 - 獅子山上（編）
- 許靖韻 - 事與願違（編）
- 陳柏宇 - 路人乙（編、監）
- 曾樂彤 - 青春、戀愛和意外（編）
- 曾樂彤 - 永生花（編）
- 楊千嬅 - 夢裡人（編）
- 葉巧琳 - 殘渣（編）
- 葉巧琳 - 我快學懂了（編）
- 鄧月平 - 最佳演員（编）
- 戴祖儀 - 未開始的故事（編）

### 2019年
- 田蕊妮 - 青春常駐（編）
- 田蕊妮 - 百年不合（編）
- 吳若希 - 每段愛還是錯（編）
- 周柏豪 - 讓愛高飛（編）
- 林穎彤 - 忽然又想起你（編）
- 泳　兒 - 野木蘭（編）
- 許廷鏗 - 我們與愛的距離（曲、編）
- 許廷鏗 - 荒廢之綠洲（編）
- 衛　詩 - 了解中（編）
- 許靖韻 - 原來我們都一樣（編）
- 許靖韻 - 逆流成河（編）
- 馮允謙 - 聲音導航（編）
- 馮允謙 - 山旮旯（編）
- 馮允謙 - 尋找白金漢（編）
- 馮允謙 Feat. 黃淑蔓 - 尋找白金漢之You're My Buckingham（編）
- 黃千庭 - 成長的美麗與哀愁（編）
- 鄭欣宜 - 救命歌（編）

### 2020年
- Dear Jane - 銀河修理員（編）
- Dear Jane - 哀的美敦書（編）
- Dear Jane - 未開始已經結束（編）
- JC - 我該放手（編）
- JUDE - 零分（編）
- ONE PROMISE - 懷念晴朗的雨天（編）
- ONE PROMISE - 懷念晴朗的雨天（Piano Version）（編）
- Supper Moment - 親愛的我們（編）
- 李靖筠 - 一千零一頁（編）
- 周柏豪 - 劫後餘生（編）
- 林欣彤 - 無名指的勇氣（編）
- 林穎彤 - 可不可以戀愛（編）
- 泳　兒 - 所有遺失的東西（編）
- 洪卓立 - 無他（編）
- 洪嘉豪 - 自問自答（編）
- 洪嘉豪 - 窮小子（編）
- 姜　濤 - 孤獨病（編）
- 逆　流 - 一瞬（編）
- 逆　流 Feat. 黃兆銘 - 回望・一瞬（編）
- 胡鴻鈞 - 一刀切（編）
- 許廷鏗 - 謊（編、監）
- 許靖韻 - 謝謝對不起（編）
- 梁釗峰 - 萬惡不赦（編）
- 陳健安 - 愛裡沒有詛咒（編）
- 麥浚龍 – 我在切爾諾貝爾 等你（編）
- 馮允謙 - 遠在眼前（編）
- 羅力威 - 仙水（編）
- 譚嘉儀 - Falling In Love（編）
- 關智斌 - 乾爹（編）

### 2021年
- Dear Jane - 愛的呼喚（編）
- Dear Jane - 聖馬力諾之心（編）
- Dear Jane Feat. Young Hysan - 地球空心論（編）
- JUDE - 零時十分（編）
- JUDE - 醒（編）
- MC張天賦 - 記憶棉（編）
- 艾　妮 - 愛的故事（上集）（編）
- 何婉盈 - 錯到最後還是對（編）
- 何雁詩 - 灰夠（編）
- 吳林峰、樂壇已死大合唱團 - 樂壇已死（編）
- 吳嘉禧 - 逐步拾回自己（編）
- 呂爵安 - 小諧星（編、監）
- 呂爵安、邱鋒澤 - 一表人才（編、監）
- 呂爵安、邱鋒澤 - 年青有為（編）
- 谷婭溦 - 我要和你在一起（編）
- 周柏豪 - 過關（編）
- 泳　兒 - 天黑黑（編）
- 洪卓立 - 你那邊好嗎?（編）
- 洪嘉豪 - 幾分鐘的約會（編）
- 洪嘉豪 - 主角光環（編）
- 容祖兒 - 不配（曲、編）
- 海俊傑 - 左右手（編）
- 莫文蔚 - 因一個人而流出一滴淚（編）
- 連詩雅 - 別放棄治療（編）
- 許廷鏗 - 佛系人生（曲、編、監）
- 曾樂彤 - 躲不開的一課（編）
- 黃　翊 - 好想你（編）
- 湯駿業 - 知道一半的事（編、監）
- 湯駿業 - 如風（編、監）
- 衛　詩 - 面對後悔的各種方法（編）
- 鄭世豪 - 當這個時候（編）
- 鄭　融 - 多喝水（編）
- 鍾嘉欣 - 好好珍惜自己（編）
- 顏培珊 - 早晨（編、監）
- 張振朗 - 勝利在我面前（編）

### 2022年
- Dear Jane - 脫骹的華爾茲（編）
- JW - 納斯卡線（編）
- JW - 花不起溫暖（編）
- P1X3L - Wherever You Are（編）
- HANA菊梓喬 - 愛無餘地（編）
- MC張天賦 - 小心地滑（編）
- MC張天賦 - 老派約會之必要（編）
- 江𤒹生、林愷鈴 - 我們的相差（編）
- 何晉樂 - 無證騎士（編）
- 姚焯菲 - #BFF（編、監）
- 洪助昇 - 憑實力單身（編）
- 洪助昇 - 生活復常（編）
- 洪嘉豪 - 及時行樂（編）
- 毓麟、冼靖峰 - 是日運氣（Duet Studio Live Version）（編）
- 張子 - 保持通話 Don't Hang Up（編）
- 梁釗峰 - 火燒心（編）
- 梁詠琪、呂爵安、吳君如 - 辣到出汁（編）
- Fatboy - 塚。愛（編）
- 許廷鏗 - 有今生沒來世（編）
- 陳卓賢 - 地球上的最後一朵花（編）
- 陳葦璇 - 一個傻瓜一個啞（Moment Remix）（編）
- 湯駿業 - 不完滿結束（編、監）
- 雅　荍 - 想想元宇宙（編）
- 黃明德 - 只想和你吃漢堡（編、監）
- 詹天文 - 再說我願意（編）
- 詹天文 - 愛情許可證（編）
- 盧瀚霆 - 永順街39號 （編、監）
- 衛　詩 - 自動修正（編）
- 鄭　融 - 好姊妹（編）
- 應智越 - Cut!（編）
- Jessica Law - 各種擁抱的力度（編）
- 關心妍 - 約（編）

### 2023年
- AP 潘宇謙 Feat: Ian 陳卓賢 - 天黑時想跟你到白頭（編）
- CY 陳宗澤 - 必要之惡（編）
- Dear Jane - 為何嚴重到這樣（編）
- Dear Jane - 愛我別走 (編)
- Dear Jane - 懷舊金曲之夜（編）
- ERROR - 四五成群（曲、編）
- Gin Lee - 企好（編）
- Gin Lee - 哭泣健康指南（編）
- ILUB 艾粒 - 仍然未說的（編）
- Kerryta 周子涵 - 孤獨的戀愛家（編）
- Marco 葉振弘 - 海島與少年（編）
- MC 張天賦 - 世一（編）
- MC 張天賦 - 抽（編）
- MC 張天賦 - 救命稻草（編）
- MC 張天賦、陳蕾 - 永久損毀（編）
- MC張天賦 Feat. Kiri T - 世一（不可一世）（編）
- sica - 再見有時（編）
- Yan Ting 周殷廷 - My Everything（編）
- 尹光 Feat: Wan K. - Dear Myself（編）
- 安俊豪 - 說好了（編）
- 江𤒹生 - 月色（編）
- 吳保錡 - 黑貓（編）
- 吳業坤 - 分手前中後（編）
- 呂爵安 - E先生 愛人執照（編、監）
- 周柏豪 - 小船大海（編）
- 周柏豪 - 敬老爸（編）
- 姜濤 - 追（編）
- 施匡翹 - 童年密碼（編）
- 洪嘉豪 - 洗面（編）
- 逆流 - 啟示錄（編）
- 梁樂童 - 心甘情願（編）
- 許廷鏗 - 良心發現（編）
- 許靖韻 - 偷東西的女孩（編）
- 連詩雅 - 他不是你（編）
- 陳卓賢 - 仍在（編）
- 陳卓賢 - 擁抱後的歌（編）
- 陳泳伽 - 奇異小姐（編）
- 陳泳伽 - 說好的未來（編）
- 陳柏宇 - 你瞞我瞞 (THE FIRST TAKE version)（編）
- 陳慧琳 - Season 2（編）
- 陳曉東 - 燒光了火柴（編）
- 彭晉 Mike P. - 貧窮限制對象（編）
- 湯駿業 - 浮光（編、監）
- 湯駿業 - 都是仍在努力的平凡人（編、監）
- 馮允謙 - 給你幸福 所以幸福（編）
- 黃妍 - 哀傷的作者（編）
- 溫碧霞 - 光影之旅（編）
- 瑪姬 Maggie Chang - 重頭感覺（編）
- 黎展峯 - 不眠來電（編）
- 盧瀚霆 - 浪漫殺死巨蟹座（編）
- 盧瀚霆 - 偷情（編）
- 藍仔頭、Kerryta - 下個取替我（編）
- 魏浚笙 - 失約巴黎（編）

### 2024年
- AP潘宇謙 - 輪廓（Demo）（編）
- CY陳宗澤 - 現任榮譽顧問（編）
- Dear Jane - 多謝你自己（編）
- Dear Jane - 明日明日（編）
- ERROR - 無敵聖衣（編）
- Gareth.T、Gordon Flanders、Kiri T、moon tang - Like The Snow（編）
- Gin Lee - 新牌仔（曲、編）
- MC張天賦 - 隔牆有耳（編）
- MC張天賦 - 小心碰頭（編）
- Nancy Kwai - Cardigan（編）
- sica - 我們只有一往直前（編）
- Yan Ting - 三生有幸（編）
- Yan Ting - 晨星（編）
- 安俊豪 - 墨菲定律（編）
- 江若琳 - 一直留在心底的事（編）
- 江若琳 - 一圈（編）
- 江𤒹生 - 偽映畫預告（編）
- 艾粒 - 一切都只是過程（編）
- 何雁詩 - 野馬（編）
- 呂爵安 - 純銀子彈（編）
- 李佳 - 再找一天忘記你（編）
- 谷婭溦 - 同枕（編）
- 周柏豪 - 12號（編）
- 林奕匡 - 高山低谷（From THE FIRST TAKE）（編）
- 林奕匡 - 波希米亞（沒有）狂想曲（編、監）
- 林峯 - 無傷大雅（編）
- 林峯 - 遺憾美（編）
- 林峯 - 我又戀愛了（編）
- 林智樂 - 年輪海（編）
- 林智樂 - 天使披着魔鬼風衣（編）
- 邱士縉 - 測謊（編）
- 侯靜伊 - Sing By Soul（編）
- 姚焯菲 - 至少他不似你（編）
- 姜濤 - 好得太過份（編）
- 洪嘉豪 - 離永遠只差一點（編）
- 胡子彤 - 男人難以說的話（編）
- 張蔓莎 - 細間始終你好（編）
- 梁釗峰 - 如何走過（編、監）
- 梁釗峰 - 離合的藝術（編）
- 添田宣和 - 我認為。世上最神奇的字（編）
- 許廷鏗 - 聆聽世界這分鐘（編）
- 許靖韻 - 被吃掉的靈魂（編）
- 許靖韻 - 作賤（編）
- 許靖韻、洪卓立 - 作賤。矛盾（編）
- 陳卓賢 - Thank You Postman (In Autumn)（編）
- 陳卓賢 - Lost at first sight（編）
- 陳卓賢 - 以孤獨命名（編）
- 陳卓賢 - 鑿（編）
- 陳慧敏 - 拯救我自己（編）
- 陳慧敏 - 趁我們還有（編）
- 湯駿業 - 尚好的（編、監）
- 馮允謙 - 在愛面前投降（曲、編）
- 馮允謙 - 靜靜地生活（編）
- 黃妍 - 咖啡 鴛鴦 奶茶（編）
- 黃健怡 - 初初出世學（編）
- 葉振弘 - 半途而廢手冊（編）
- 潘釗彤 - 不是你的形狀（編）
- 潘釗彤、張進翹 - 想找到對的人（編）
- 鄧小巧 - 白髮齊眉（編）
- 盧瀚霆 - 深閨（編）
- 盧瀚霆 - 致我（編）
- 盧瀚霆 Feat. 陳慧琳 - 深閨（編）
- 錢昭穎 - 你怎麼捨得我難過（編）
- 錢昭穎 - 焚心以火（編）
- 魏浚笙 - 傢俬（編）
- 魏浚笙 - 老積（編）

### 2025年
- Dear Jane - 你流淚所以我流淚（編）
- Gin Lee、肥豪 - 疫後遺物（編）
- JD - 靜默曲張（編）
- MC張天賦 - 目擊者（編）
- VIVA - 不夠浪漫的我們（編）
- 江若琳 - 流著淚寫句號（編）
- 江𤒹生 - 心死了幾百次（編）
- 呂爵安 - 你應該是這世界上最懂我的人啊？（編）
- 谷婭溦 - 性本善（編）
- 李駿傑 - 刺青（編）
- 李駿傑 - 好想讓你知道（編）
- 林芊瑩 - 下一站（編）
- 泳兒 - 計劃書（編）
- 洪助昇 - 別想跟我再和好（編）
- 馬天佑、魏如萱 - 我們什麼都不是... but we are everything（編、監）
- 許廷鏗 -  我也試過的難於啟齒（編）
- 張紋嘉 -  情感斷捨離（曲、編、監）
- 陳泳伽 -  今期不流行（曲、編）
- 陳卓賢 - NPC的一場意外（編）
- 陳卓賢 - 悲觀主義（編）
- 陳卓賢 - 樹會流眼淚（編）
- 馮允謙 -  吉卜力（曲、編）
- 黃峻𤋮 - 不如出走（編）
- 黃健怡 - 小人國（編）
- 鄧小巧 - 其實痛是你的想像（編）
- 盧瀚霆 - 你都有今日（編）
- 應智越 Feat. JC陳詠桐 - i人情歌（編）
- 鍾嘉欣 -  Believe In Yourself（編）
- 魏浚笙 - 白色踢死兔（編）
- 關智斌 - 永遠的彼得潘（編）
- 龔柯允 - 原諒有用（編）

## 演出
| |  |
| - 903id club 方大同 x 張敬軒拉闊音樂會 - 陳柏宇 x 馮曦妤 Mini Live - 黃家強 - 白雲時尚音樂節 - 羅力威 Home Alone Live 2011 - 903拉闊音樂擂台 Swing x 莫文蔚 - 胡夏Moov Live 音樂會 2012 - 容祖兒No. 6云頂演唱會 - 無線音樂2012黃家強深圳拉闊音樂會 - Dear Jane X 連詩雅 Love Out Loud Live 2012 - 周柏豪Imperfect 演唱會 2012 - 陳柏宇 & Friends The Next Moment 音樂會 2013 - 新城EPS i Do Love Music 音樂會 2013 - 新城國語力頒獎禮 2013 - 《拉闊思念會永恆的愛陳百強》拉闊音樂會2013 - RoadShow LIVE 現場 網路點唱會 - 周柏豪 - 藍妹啤酒Lion Rock Music Festival 2013 - 陳柏宇 Tales演唱會2013 - ageas富通保險1314容祖兒演唱會 - 陳柏宇 Tales演唱會@中山紀念堂 2013 - 陳柏宇 Tales演唱會@澳門 2013 - Yahoo 音樂瘋投Adason 羅力威創造音樂會 2014 - 陳柏宇 Tales演唱會@順德 2014 - 903id club 拉闊音樂會 楊千嬅x羅力威x許廷鏗x藍奕邦 2014 - 杜德偉・巨星同學會 2014 - 杜德偉・極杜世界巡迴演唱會 2014 - 薛凱琪 Tonight Live 2014 - 周柏豪 Colors of Life 演唱會 2014 - 杜德偉・極杜世界巡迴演唱會 2014 - 澳門站 - 903id club拉闊音樂會 許志安 x 觸執毛 x DEAR JANE x SUPPER MOMENT - 容祖兒1314世界巡迴演唱會 美東站 - 容祖兒1314世界巡迴演唱會 拉斯維加斯 - 周柏豪Perfect8 演唱會 - 佛山 - 容祖兒1314世界巡迴演唱會 澳門 - 周柏豪Perfect8 演唱會 - 中山 - 杜德偉《極杜世界》巡迴演唱會Part II 香港站 2015 - 李榮浩First Live in Hong Kong 2015 - Neway Music Live X 劉浩龍 - 陳詠謙& Friends音樂會 - 容祖兒1314世界巡迴演唱會 廣洲 - 梁漢文 Half Time Show 2015 - 容祖兒1314世界巡迴演唱會 雲頂 - NETVIGATOR x MOOV夢想系音樂會- Rock Your Dream - Summer Pop香港夏日流行音樂節 - 拾回謝安琪數愛世界巡迴演唱會2015 澳門站 - 容祖兒1314世界巡迴演唱會 佛山 2015 - QQ音樂巔峰聲鬥士 2015 - 「亞洲萬里通」呈獻 DCFE Colorful‧Live 茜拉 真‧炫色演唱會 2015 - 我的女神演唱會 2015 - 楊千嬅《Let's Begin世界巡回演唱會2015 – 雲頂站》 - 周柏豪"Perfect 8" 澳門演唱會2015 - 周柏豪2015廣州演唱會 - 關淑怡x王憓x顧芮寧《感覺．國樂》音樂會 - 《告別の後》光影音樂劇場 2016 - 謝安琪拾年演唱會 2016 - 陳慧嫻演唱會 Priscilla-ism 廣洲 2016 - 周柏豪PERFECT MOMENT佛山演唱會2016 - 深圳鼓手節 2016 - 衛蘭 "Hearing Colors Live 2016" - 連詩雅 Shiga vs Shiga Live 2016 - JW王灝兒 "Stage of Grief" 2016 - 周柏豪 One Step Closer 2017 - 周柏豪 One Step Closer 深圳 2017 - 周柏豪 One Step Closer 廣洲 2017 - 周柏豪 One Step Closer 澳門 2017 - 陳慧嫻 Priscilla-ism 廣洲 2017 - 陳慧嫻 Priscilla-ism 深圳 2017 - 陳慧嫻 Priscilla-ism 澳門 2017 - 陳慧嫻 Priscilla-ism 東莞 2017 - 陳慧嫻 Priscilla-ism 武漢 2017 - 陳慧嫻 Priscilla-ism 美國Reno 2017 - JW 吳業坤 #JKLM Love Music Live 音樂會 - 新城唱好音樂會 鄭欣宜 X 陳奐仁 2017 - 趙學而澳門演唱會 2017 - 容祖兒張敬軒 保誠用心聆聽演唱會 2017 - 側田"Chapter Free" 演唱會2017 - 楊千嬅 三二一GO! 演唱會 2017 - JW王灝兒"Never Too Early"演唱會 2018 - 周柏豪 One Step Closer 佛山 2018 - Mirror "One & All" Live 2021 - Dear Jane Pendulum Tour 2021 - 網上行夢想系MOOV LIVE MUSIC ON THE ROAD 2021 - 陳柏宇Fight For __ Live in Hong Kong Coliseum 2021 |  |

## 專輯
|                   |                       |
| - 大頭佛 - 大想頭 | - PickPak掣 - PickPak |

## 獎項
- Chill Club 推介榜年度推介22/23 Chill Club年度編曲人
- 2023年度叱咤樂壇流行榜頒獎典禮 叱咤樂壇編曲人大獎
- Chill Club 推介榜年度推介23/24 Chill Club年度編曲人
- 2024年度叱咤樂壇流行榜頒獎典禮 叱咤樂壇編曲人大獎
- Chill Club 推介榜年度推介24/25 Chill Club年度編曲人

## 外部連結
- 個人微博 （页面存档备份，存于）
- instagram